# سينيراس
سينيراس (باليونانية القديمة: Κινύρας - كينيراس) كان بطلًا مشهورًا وملكًا على قبرص في الميثولوجيا اليونانية. تختلف الروايات كثيرًا فيما يتعلق بنسبه وتقدم مجموعة متنوعة من القصص عنه؛ فهو يرتبط بعبادة أفروديت في قبرص في العديد من المصادر،، كما يُذكر عن أدونيس، رفيق أفروديت، أنه ابنه. اقترح بعض العلماء وجود ارتباط بينه مع الإله الأوغاريتي الصغير كينارو، إله القيثارة. يُعتقد أن مدينة سينيريا في قبرص أخذت اسمها عنه. وبحسب سترابو، سبق له أن حكم مدينة جبيل في فينيقيا.